# Barbro Feltzing
Barbro Margareta Feltzing, mellan 1971 och 1999 Johansson, född 24 april 1945 i Örgryte församling i Göteborg, är en svensk politiker (miljöpartist), som var riksdagsledamot mellan 1994 och 2006 från Västra Götalands läns norra valkrets. Hon är utbildad kemiingenjör.